# Lijst van voetbalinterlands Burkina Faso - Kameroen
Deze lijst van voetbalinterlands is een overzicht van alle officiële voetbalwedstrijden tussen de nationale teams van Burkina Faso en Kameroen. De landen hebben tot op heden tien keer tegen elkaar gespeeld. De eerste ontmoeting was een groepswedstrijd tijdens de Afrika Cup 1998 op 7 februari 1998 in Ouagadougou. Het laatste duel, de troostfinale van de Afrika Cup 2021, werd gespeeld in Yaoundé op 5 februari 2022.

## Wedstrijden
| №  | Plaats      | Datum           | Competitie                           | Wedstrijd               | Uitslag |
| -- | ----------- | --------------- | ------------------------------------ | ----------------------- | ------- |
| 1  | Ouagadougou | 7 februari 1998 | Afrika Cup 1998                      | Burkina Faso − Kameroen | 0 − 1   |
| 2  | Ouagadougou | 11 januari 2000 | Vriendschappelijk                    | Burkina Faso − Kameroen | 2 − 2   |
| 3  | Ouagadougou | 7 januari 2002  | Vriendschappelijk                    | Burkina Faso − Kameroen | 1 − 3   |
| 4  | Colombes    | 6 juni 2015     | Vriendschappelijk                    | Burkina Faso − Kameroen | 2 − 3   |
| 5  | Libreville  | 14 januari 2017 | Afrika Cup 2017                      | Burkina Faso − Kameroen | 1 − 1   |
| 6  | Tanger      | 24 januari 2018 | African Championship of Nations 2018 | Burkina Faso − Kameroen | 1 − 1   |
| 7  | Beauvais    | 27 mei 2018     | Vriendschappelijk                    | Kameroen − Burkina Faso | 0 − 1   |
| 8  | Yaoundé     | 24 januari 2021 | African Championship of Nations 2020 | Burkina Faso − Kameroen | 0 − 0   |
| 9  | Yaoundé     | 9 januari 2022  | Afrika Cup 2021                      | Kameroen − Burkina Faso | 2 − 1   |
| 10 | Yaoundé     | 5 februari 2022 | Afrika Cup 2021                      | Burkina Faso − Kameroen | 3 − 3   |

## Samenvatting
| Competitie                      | Totaal gespeeld | Winst Burkina Faso | Gelijk | Winst Kameroen | Doelsaldo Burkina Faso – Kameroen |
| ------------------------------- | --------------- | ------------------ | ------ | -------------- | --------------------------------- |
| Afrika Cup                      | 4               | 0                  | 2      | 2              | 5 − 7                             |
| African Championship of Nations | 2               | 0                  | 2      | 0              | 1 − 1                             |
| Vriendschappelijk               | 4               | 1                  | 1      | 2              | 6 − 8                             |
| Totaal                          | 10              | 1                  | 5      | 4              | 12 − 16                           |

Wedstrijden bepaald door strafschoppen worden, in lijn met de FIFA, als een gelijkspel gerekend.

## Details

### Vijfde ontmoeting
| Afrika Cup 2017 (Libreville, Gabon, 14 januari 2017): |       |                        |
| Burkina Faso                                          | 1 – 1 | Kameroen               |
| Issoufou Dayo 75'                                     | goals | 35' Benjamin Moukandjo |

FBF · A-internationals · Olympisch elftal · Burkinees vrouwenelftal
1960 – 1969 · 
1970 – 1979 · 
1980 – 1989 · 
1990 – 1999 · 
2000 – 2009 · 
2010 – 2019 ·
2020 − 2029
Algerije ·
Angola ·
Bahrein ·
België ·
Benin ·
Botswana ·
Burundi ·
Centraal-Afrikaanse Republiek ·
Chili ·
Comoren ·
Congo-Brazzaville ·
Congo-Kinshasa ·
Djibouti ·
Egypte ·
Equatoriaal-Guinea ·
Ethiopië ·
Gabon ·
Gambia ·
Ghana ·
Guinee ·
Guinee-Bissau ·
Iran ·
Ivoorkust ·
Kaapverdië ·
Kameroen ·
Kazachstan ·
Kenia ·
Kosovo · 
Lesotho ·
Liberia ·
Libië ·
Madagaskar ·
Malawi ·
Mali ·
Marokko ·
Mauritanië ·
Mozambique ·
Namibië ·
Niger ·
Nigeria ·
Noord-Korea ·
Oeganda ·
Oezbekistan ·
Oman ·
Qatar ·
Senegal ·
Seychellen ·
Sierra Leone ·
Soedan ·
Swaziland ·
Tanzania ·
Togo ·
Tunesië ·
Zambia ·
Zimbabwe ·
Zuid-Afrika ·
Zuid-Korea ·
Zuid-Soedan
Nigeria (2013)
FCF · A-internationals · Selecties · Bondscoaches · Statistieken · Kameroens vrouwenelftal · Kameroen U21 · Kameroen U20 · Kameroen U19 · Kameroen U18 · Kameroen U17
1960 – 1969 · 
1970 – 1979 · 
1980 – 1989 · 
1990 – 1999 · 
2000 – 2009 · 
2010 – 2019 ·
2020 − 2029
CC 2001 · 
CC 2003
WK 1982 · 
WK 1990 · 
WK 1994 · 
WK 1998 · 
WK 2002 · 
WK 2010 · 
WK 2014 ·
WK 2022
OS 1984 · 
OS 2000 · 
OS 2008
1961 · 
1960 · 
1961 · 
1962 · 
1963 · 
1964 · 
1965 · 
1966 · 
1967 · 
1968 · 
1969 · 
1970 · 
1971 · 
1972 · 
1973 · 
1974 · 
1975 · 
1976 · 
1977 · 
1978 · 
1979 · 
1980 · 
1981 · 
1982 · 
1983 · 
1984 · 
1985 · 
1986 · 
1987 · 
1988 · 
1989 · 
1990 · 
1991 · 
1992 · 
1993 · 
1994 · 
1995 · 
1996 · 
1997 · 
1998 · 
1999 · 
2000 · 
2001 · 
2002 · 
2003 · 
2004 · 
2005 · 
2006 · 
2007 · 
2008 · 
2009 · 
2010 · 
2011 · 
2012 · 
2013 ·
2014 ·
2015 ·
2016 ·
2017 ·
2018 ·
2019 ·
2020 ·
2021 ·
2022
Albanië ·
Algerije ·
Angola ·
Argentinië ·
Australië ·
Benin ·
Bolivia ·
Brazilië ·
Bulgarije ·
Burkina Faso ·
Burundi ·
Canada ·
Centraal-Afrikaanse Republiek ·
Chili ·
Colombia ·
Comoren ·
Congo-Brazzaville ·
Congo-Kinshasa ·
Costa Rica ·
Cuba ·
Denemarken ·
Duitsland ·
Egypte ·
Engeland ·
Equatoriaal-Guinea ·
Eritrea ·
Ethiopië ·
Finland ·
Frankrijk ·
Gabon ·
Gambia ·
Georgië ·
Ghana ·
Griekenland ·
Guinee ·
Guinee-Bissau ·
Ierland ·
India ·
Indonesië ·
Iran ·
Italië ·
Ivoorkust ·
Jamaica ·
Japan ·
Kaapverdië ·
Kenia ·
Koeweit ·
Kroatië ·
Lesotho ·
Liberia ·
Libië ·
Luxemburg ·
Madagaskar ·
Malawi ·
Mali ·
Marokko ·
Mauritanië ·
Mauritius ·
Mexico ·
Moldavië · 
Mozambique ·
Namibië ·
Nederland ·
Niger ·
Nigeria ·
Noord-Macedonië ·
Noorwegen ·
Oeganda ·
Oekraïne ·
Oezbekistan ·
Oostenrijk ·
Panama ·
Paraguay ·
Peru ·
Polen ·
Portugal ·
Roemenië ·
Rusland ·
Rwanda ·
Saoedi-Arabië ·
Sao Tomé en Principe ·
Senegal ·
Servië ·
Sierra Leone ·
Slowakije ·
Soedan ·
Somalië ·
Sovjet-Unie ·
Swaziland ·
Tanzania ·
Thailand · 
Togo ·
Tsjaad ·
Tunesië ·
Turkije ·
Verenigde Staten ·
Zambia ·
Zimbabwe ·
Zuid-Afrika ·
Zuid-Korea ·
Zuid-Soedan ·
Zweden ·
Zwitserland
Brazilië (2014) · 
Brazilië (2022) · 
Denemarken (2010) · 
Egypte (2017) ·
Frankrijk (2003) · 
Italië (1982) · 
Japan (2010) · 
Kroatië (2014) · 
Mexico (2014) ·
Nederland (2010) · 
Peru (1982) · 
Polen (1982) · 
Servië (2022)